# Ashley Cole
Ashley Cole (sinh ngày 20 tháng 12 năm 1980) là cựu cầu thủ bóng đá người Anh chơi ở vị trí hậu vệ trái.

## Sự nghiệp câu lạc bộ

### Arsenal
Ashley Cole trưởng thành từ trung tâm đào tạo trẻ của câu lạc bộ Arsenal. Anh chơi trận đầu tiên cho đội hình chính của Arsenal trong trận đấu với Middlesbrough ngày 30 tháng 11 năm 1999 khi 18 tuổi. Tuy nhiên đó là trận duy nhất anh được chơi cho đội hình chính của Arsenal ở mùa giải năm đó. Cuối mùa giải 1999-2000, anh được câu lạc bộ Crystal Palace mượn về và thi đấu 14 trận, ghi được 1 bàn thắng cho câu lạc bộ này tại giải Ngoại hạng Anh. Mùa giải năm sau, do hậu vệ trái của Arsenal khi đó là cầu thủ người Brasil Sylvinho bị chấn thương nên anh được chọn vào đội hình chính thay thế. Anh trở thành lựa chọn số một cho vị trí này kể cả khi Sylvinho bình phục chấn thương. Từ đó anh là một trong những thành phần không thể thiếu của câu lạc bộ Arsenal giành những danh hiệu quan trọng.
Năm 2005 anh bị cáo buộc đã có những tiếp xúc không thích hợp với câu lạc bộ Chelsea nhằm chuyển nhượng mà không thông báo với Arsenal. Trong vụ việc này, cùng bị phạt tiền với anh còn có huấn luyện viên của Chelsea lúc đó là José Mourinho và giám đốc điều hành của Chelsea là Peter Kenyon. Mặc dù tuyên bố muốn rời khỏi Arsenal, sau vụ việc này anh vẫn ký hợp đồng gia hạn thêm một năm với Arsenal.

### Chelsea
Ashley Cole chuyển tới thi đấu cho Chelsea ngay mùa sau đó theo một bản hợp đồng trị giá 23 triệu bảng. Việc chuyển nhượng này được hoàn tất chỉ vài giờ trước thời điểm đóng cửa thị trường chuyển nhượng cầu thủ của các câu lạc bộ châu Âu. Ở Chelsea, anh mặc chiếc áo số 3, có trận đấu đầu tiên khi vào sân thay cho Wayne Bridge vào ngày 9 tháng 7.
Tháng 5 năm 2014, hợp đồng của anh và Chelsea hết hạn và anh không được gia hạn thêm, anh đã rời khỏi Chelsea với tư cách một cầu thủ tự do.

### Roma

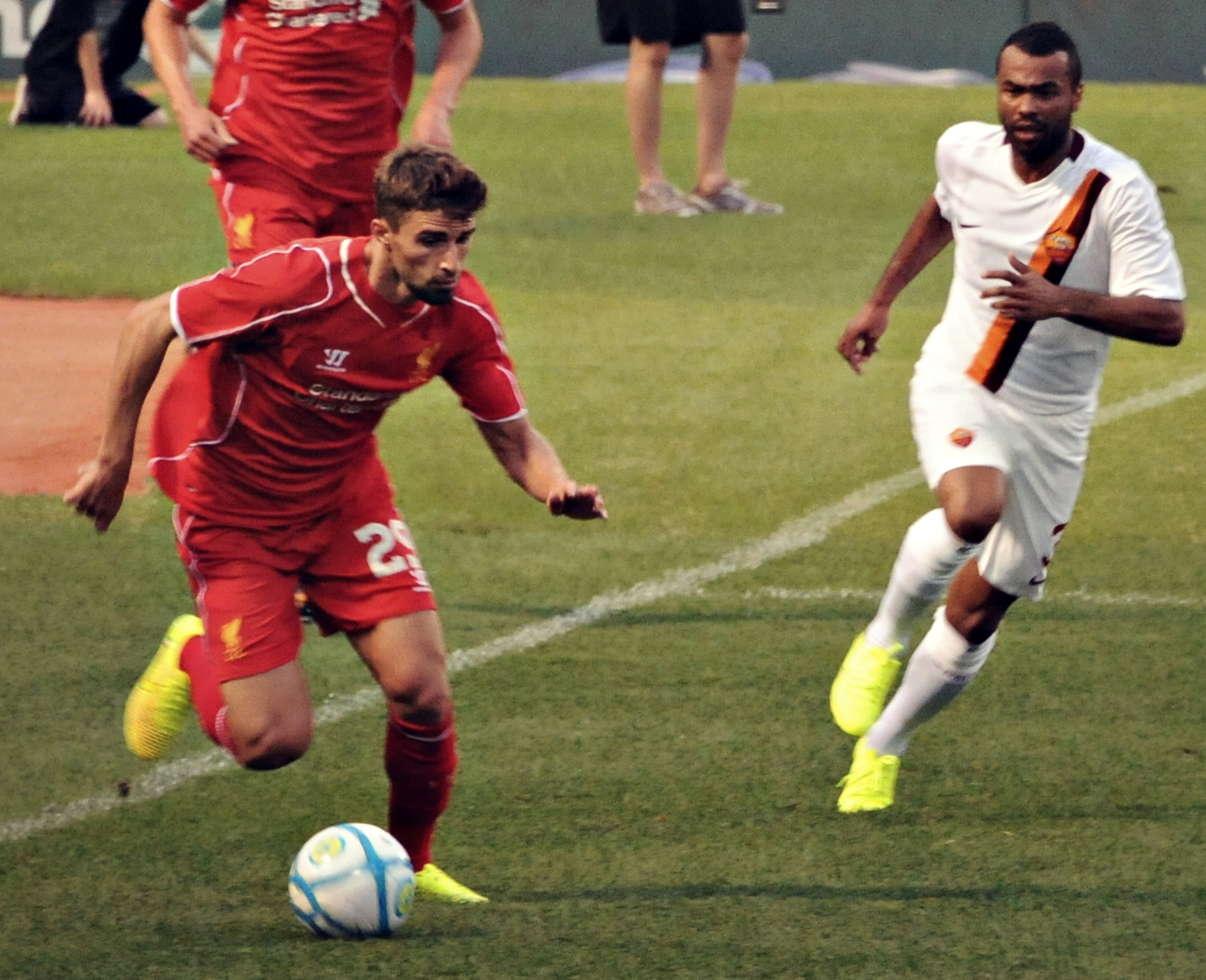
Cole trong màu áo Roma đối đầu với Liverpool năm 2014

Ngày 7 tháng 7 năm 2014, Cole ký hợp đồng 2 năm với A.S. Roma.

### LA Galaxy
Cole ký hợp đồng với LA Galaxy thuộc giải Major League Soccer vào ngày 27 tháng 1 năm 2016.

### Derby County
Ngày 21 tháng 1 năm 2019, Cole gia nhập đội đang chơi tại giải Championship lúc đó là Derby County, tái hợp với huấn luyện viên Frank Lampard, người từng là đồng đội cũ tại Chelsea và đội tuyển Anh. Hợp đồng có thời hạn đến hết mùa giải 2018–19. Ngày 18 tháng 8 năm 2019, Cole chính thức thông báo giải nghệ.

## Đội tuyển quốc gia
Ashley Cole lần đầu tiên khoác áo đội tuyển quốc gia nước Anh trong trận đấu với Albania ngày 28 tháng 3 năm 2001. Cho đến nay anh đã chơi cho đội tuyển quốc gia tại các giải đấu lớn như World Cup 2002, Euro 2004 và World Cup 2006. Ashley Cole là một trong bốn cầu thủ của đội tuyển quốc gia nước Anh được chọn vào đội hình tiêu biểu của Euro 2004. Ngày 12 tháng 5 năm 2014, anh chính thức thông báo từ giã sự nghiệp đội tuyển quốc gia sau 13 năm cống hiến cho đội tuyển Anh.

## Đời tư
Năm 2005, Ashley Cole đính hôn với cô bạn gái Cheryl Tweedy, ca sĩ của nhóm nhạc Girls Aloud. Hai người kết hôn vào ngày 15 tháng 7 năm 2006. Nhưng bây giờ họ đã chia tay do không chịu được thói trăng hoa của Ashley Cole. Hiện Cole đang có ý định nối lại quan hệ với Cheryl.

## Thống kê sự nghiệp

### Câu lạc bộ
Tính đến 31 tháng 12 năm 2017.
| Mùa                 | CLB                       | Giải                | Giải ngoại hạng | Giải ngoại hạng | Cúp FA | Cúp FA | Cúp Liên đoàn | Cúp Liên đoàn | Siêu cúp Anh | Siêu cúp Anh | Champions League | Champions League | Tổng | Tổng | Thẻ phạt      | Thẻ phạt   |
| Mùa                 | CLB                       | Giải                | Trận            | Bàn             | Trận   | Bàn    | Trận          | Bàn           | Trận         | Bàn          | Trận             | Bàn              | Trận | Bàn  | A yellow card | A red card |
| ------------------- | ------------------------- | ------------------- | --------------- | --------------- | ------ | ------ | ------------- | ------------- | ------------ | ------------ | ---------------- | ---------------- | ---- | ---- | ------------- | ---------- |
| 1999–2000           | Arsenal                   | Premier League      | 1               | 0               | 0      | 0      | 1             | 0             | 0            | 0            | —                | —                | 2    | 0    | 0             | 0          |
| 1999–2000           | Crystal Palace (cho mượn) | Hạng nhất Anh       | 14              | 1               | 0      | 0      | 0             | 0             | —            | —            | —                | —                | 14   | 1    | 1             | 0          |
| 2000–01             | Arsenal                   | Premier League      | 17              | 3               | 6      | 0      | 1             | 0             | 9            | 0            | —                | —                | 33   | 3    | 6             | 0          |
| 2001–02             | Arsenal                   | Premier League      | 29              | 2               | 4      | 0      | 0             | 0             | 7            | 0            | —                | —                | 40   | 2    | 10            | 1          |
| 2002–03             | Arsenal                   | Premier League      | 31              | 1               | 3      | 0      | 0             | 0             | 9            | 0            | 1                | 0                | 44   | 1    | 7             | 0          |
| 2003–04             | Arsenal                   | Premier League      | 32              | 0               | 4      | 0      | 1             | 0             | 9            | 1            | 1                | 0                | 47   | 1    | 6             | 1          |
| 2004–05             | Arsenal                   | Premier League      | 35              | 2               | 3      | 0      | 0             | 0             | 8            | 0            | 1                | 0                | 47   | 2    | 13            | 0          |
| 2005–06             | Arsenal                   | Premier League      | 11              | 0               | 0      | 0      | 0             | 0             | 3            | 0            | 1                | 0                | 15   | 0    | 4             | 0          |
| Tổng Arsenal        | Tổng Arsenal              | Tổng Arsenal        | 156             | 8               | 20     | 0      | 3             | 0             | 45           | 1            | 4                | 0                | 228  | 9    | 46            | 2          |
| 2006–07             | Chelsea                   | Premier League      | 23              | 0               | 5      | 0      | 3             | 0             | 9            | 0            | 0                | 0                | 40   | 0    | 14            | 0          |
| 2007–08             | Chelsea                   | Premier League      | 27              | 1               | 1      | 0      | 2             | 0             | 10           | 0            | 1                | 0                | 41   | 1    | 6             | 1          |
| 2008–09             | Chelsea                   | Premier League      | 34              | 1               | 7      | 0      | 0             | 0             | 8            | 0            | —                | —                | 49   | 1    | 9             | 0          |
| 2009–10             | Chelsea                   | Premier League      | 27              | 4               | 2      | 0      | 1             | 0             | 4            | 0            | 1                | 0                | 35   | 4    | 4             | 0          |
| 2010–11             | Chelsea                   | Premier League      | 38              | 0               | 2      | 0      | 0             | 0             | 7            | 0            | 1                | 0                | 48   | 0    | 4             | 0          |
| 2011–12             | Chelsea                   | Premier League      | 32              | 0               | 4      | 0      | 0             | 0             | 12           | 0            | —                | —                | 48   | 0    | 12            | 1          |
| 2012–13             | Chelsea                   | Premier League      | 31              | 1               | 5      | 0      | 3             | 0             | 5            | 0            | 7                | 0                | 51   | 1    | 7             | 0          |
| 2013–14             | Chelsea                   | Premier League      | 17              | 0               | 2      | 0      | 1             | 0             | 5            | 0            | 1                | 0                | 26   | 0    | 3             | 0          |
| Tổng Chelsea        | Tổng Chelsea              | Tổng Chelsea        | 229             | 7               | 28     | 0      | 10            | 0             | 60           | 0            | 11               | 0                | 338  | 7    | 59            | 2          |
| 2014–15             | Roma                      | Serie A             | 11              | 0               | 2      | 0      | —             | —             | 3            | 0            | —                | —                | 16   | 0    | 2             | 0          |
| 2015–16             | Roma                      | Serie A             | 0               | 0               | 0      | 0      | —             | —             | 0            | 0            | —                | —                | 0    | 0    | 0             | 0          |
| Tổng Roma           | Tổng Roma                 | Tổng Roma           | 11              | 0               | 2      | 0      | —             | —             | 3            | 0            | —                | —                | 16   | 0    | 2             | 0          |
| 2016                | LA Galaxy                 | Major League Soccer | 29              | 1               | 2      | 0      | —             | —             | 1            | 0            | —                | —                | 32   | 1    | 4             | 1          |
| 2017                | LA Galaxy                 | Major League Soccer | 29              | 1               | 1      | 0      | —             | —             | 1            | 0            | —                | —                | 31   | 1    | 1             | 1          |
| 2018                | LA Galaxy                 | Major League Soccer | 31              | 1               | 1      | 0      | —             | —             | 0            | 0            | —                | —                | 32   | 1    | 7             | 2          |
| Tổng LA Galaxy      | Tổng LA Galaxy            | Tổng LA Galaxy      | 89              | 3               | 4      | 0      | —             | —             | 1            | 0            | —                | —                | 94   | 3    | 12            | 4          |
| 2018–2019           | Derby County              | Championship        | 9               | 0               | 1      | 1      | 0             | 0             | —            | —            | 2                | 0                | 12   | 1    | 2             | 0          |
| Tổng cộng sự nghiệp | Tổng cộng sự nghiệp       | Tổng cộng sự nghiệp | 508             | 19              | 55     | 1      | 13            | 0             | 112          | 1            | 14               | 0                | 702  | 21   | 121           | 8          |

- Khác gồm các trận đấu Europa League,Siêu cúp châu Âu và FIFA Club World Cup.

### Đội tuyển quốc gia
Tính đến 5 tháng 3 năm 2014.
| Anh  | Anh  | Anh |
| Năm  | Trận | Bàn |
| ---- | ---- | --- |
| 2001 | 7    | 0   |
| 2002 | 9    | 0   |
| 2003 | 7    | 0   |
| 2004 | 13   | 0   |
| 2005 | 8    | 0   |
| 2006 | 13   | 0   |
| 2007 | 4    | 0   |
| 2008 | 7    | 0   |
| 2009 | 9    | 0   |
| 2010 | 9    | 0   |
| 2011 | 7    | 0   |
| 2012 | 6    | 0   |
| 2013 | 7    | 0   |
| 2014 | 1    | 0   |
| Tổng | 107  | 0   |

## Thành tích

### Câu lạc bộ

#### Arsenal
- Premier League: 2001–02, 2003–04
- Cúp FA: 2001–02, 2002–03, 2004–05
- UEFA Champions League: Á quân 2005–06

#### Chelsea
- Premier League: 2009–10
- FA Cup: 2006–07, 2008–09, 2009–10, 2011–12
- EFL Cup: 2006–07
- UEFA Champions League: 2011–12
- UEFA Europa League: 2012–13